# Christian Borchgrevink
Christian Dahle Borchgrevink (* 11. Mai 1999 in Oslo) ist ein norwegischer Fußballspieler, der für Heart of Midlothian in der Scottish Premiership spielt.

## Karriere

### Verein
Borchgrevink kam als 9-Jähriger vom Verein Lille Tøyen zu Vålerenga Oslo. Im März 2017 unterschrieb er dort als 17-Jähriger seinen ersten Profivertrag. Er debütierte am 24. September 2017 in der Eliteserie, als er in der Startaufstellung im Heimspiel gegen Brann Bergen stand.
2018 wurde Borchgrevink zunächst an Ham-Kam, 2019 dann nach Notodden FK in die OBOS-Liga ausgeliehen.
Am 3. Juni 2019 kehrte er aus der Leihe zu Vålerenga zurück.
Borchgrevink verpasste durch einen Knieschaden 2022 die gesamte Saison. Erst im Juli 2023 kehrte er wieder auf den Fußballplatz zurück und spielte am 15. Juli 2023 zum ersten Mal wieder in der Eliteserie.
Nach dem Abstieg von Vålerenga in die OBOS-Liga am Ende der Saison 2023 entschied sich Borchgrevink weiter für den Osloer Verein zu spielen. Im Januar 2024 unterschrieb er einen Vertrag über zwei Jahre. Im Februar wurde er zum neuen Spielführer ernannt.
Im April 2025 wurde der Wechsel von Borchgrevink zum schottischen Erstligisten Heart of Midlothian bekanntgegeben. Der Rechtsverteidiger unterschrieb einen Dreijahresvertrag und wechselte nach Öffnung des Transferfensters im Juni 2025 für eine nicht genannte Ablösesumme nach Edinburgh.

### Nationalmannschaft
Borchgrevink durchlief zahlreiche norwegische Junioren-Fußballnationalmannschaften. Er wurde für die U20-WM 2019 in Polen berufen.